# Lake Eggers
Lake Eggers är en sjö i Antarktis. Den ligger i Östantarktis. Nya Zeeland gör anspråk på området. Lake Eggers ligger 457 meter över havet.